# Sport Clube Vilar do Pinheiro
O Sport Clube Vilar do Pinheiro é um clube português localizado na freguesia de Vilar do Pinheiro, município de Vila do Conde, distrito do Porto. O clube foi fundado em 12 de Março de 1961 e o seu atual presidente é Aurélio.
A equipa de futebol sénior participa, na época de 2009-2010, na 2ª Divisão da Associação de Futebol do Porto.